# Musée Henri-Chapu
Pour les articles homonymes, voir Chapu.
Le musée Henri-Chapu est un musée municipal, consacré au sculpteur Henri Chapu, situé au Mée-sur-Seine, en France.
Le musée se trouve dans le quartier du Mée Village (ou Vieux Mée), près de l'ancienne gare de chemin de fer et d'un parc également nommé en hommage au sculpteur.
Il accueille une exposition permanente de maquettes, modèles de sculptures et esquisses du sculpteur, mais également des expositions temporaires.

## Informations pratiques
La visite du musée est gratuite et des visites guidées peuvent être faites sur rendez-vous.
Il est ouvert les samedi et dimanche de 14 h à 17 h. Fermeture annuelle : les jours fériés et pendant tout le mois d'août.